# Archidendropsis glandulosa
Espèce
Statut de conservation UICN

 VU (needs updating) B1+2c : Vulnérable
Archidendropsis glandulosa est une espèce de plante à fleurs de la famille des Fabacées endémique de Nouvelle-Calédonie.